# Лунлиньский многонациональный автономный уезд
Лунлиньский многонациональный автономный уезд (кит. упр. 隆林各族自治县, пиньинь Lónglín gèzú zìzhìxiàn) — автономный уезд городского округа Байсэ Гуанси-Чжуанского автономного района (КНР).

## История
Во времена империи Цин в 1666 году была создана Силунская область (西隆州). В 1734 году она была поднята в статусе, став «непосредственно управляемой» (то есть, стала подчиняться напрямую властям провинции Гуанси, минуя промежуточные административные уровни). После Синьхайской революции в Китае была проведена реформа структуры административного деления, в ходе которой области были упразднены, и поэтому в 1912 году Силунская область была преобразована в уезд Силун (西隆县).
В 1935 году часть земель уезда Силинь была передана в состав нового уезда Тяньси.
После вхождения этих мест в состав КНР в конце 1949 года был образован Специальный район Байсэ (百色专区), и уезд вошёл в его состав. В декабре 1952 года в провинции Гуанси был создан Гуйси-Чжуанский автономный район (桂西壮族自治区), и Специальный район Байсэ вошёл в его состав, при этом был расформирован уезд Силинь и его западная часть была объединена с уездом Силун в Лунлиньский многонациональный автономный район (隆林各族自治区) уездного уровня. В 1955 году Лунлиньский многонациональный автономный район был переименован в Лунлиньский многонациональный автономный уезд. В 1956 году Гуйси-Чжуанский автономный район был переименован в Гуйси-Чжуанский автономный округ (桂西僮族自治州). В 1958 году автономный округ был упразднён, а вся провинция Гуанси была преобразована в Гуанси-Чжуанский автономный район.
В 1963 году южная часть Лунлиньского многонационального автономного уезда была выделена в отдельный уезд Силинь.
В 1971 году Специальный район Байсэ был переименован в Округ Байсэ (百色地区).
Постановлением Госсовета КНР от 2 июня 2002 года округ Байсэ был преобразован в городской округ.

## Административное деление
Автономный уезд делится на 5 посёлков и 11 волостей.